# Eparchia di Izjum
L'eparchia di Izjum (in ucraino: Ізюмська єпархія; in russo Изюмская епархия?) è una diocesi della Chiesa ortodossa ucraina del Patriarcato di Mosca.

## Territorio
L'eparchia comprende la parte centro-orientale dell'oblast' di Charkiv.
Sede eparchiale è la città di Izjum, dove si trova la cattedrale dell'Ascensione.
L'eparca ha il titolo ufficiale di «eparca di Izjum e Kup"jans'k».

## Storia
L'eparchia è stata eretta dal Santo Sinodo della Chiesa ortodossa ucraina del Patriarcato di Mosca l'8 maggio 2012 separandone il territorio dall'eparchia di Charkiv. Il 20 luglio 2012 un'altra porzione dell'eparchia di Charkiv è stata aggregata all'eparchia di Izjum.